# Serpentinentanz
Der Serpentinentanz (seltener auch Serpentintanz) ist ein Ende des 19. Jh. von der amerikanischen Tänzerin Loïe Fuller entwickelter Schleiertanz. Kennzeichnend für diesen Tanz ist das riesengroße Schleierkostüm aus leichtem Seidenstoff, welches die Tänzerin in immer neuen Wellen- und Spiralformen um ihren Körper schwingt.

## Geschichte

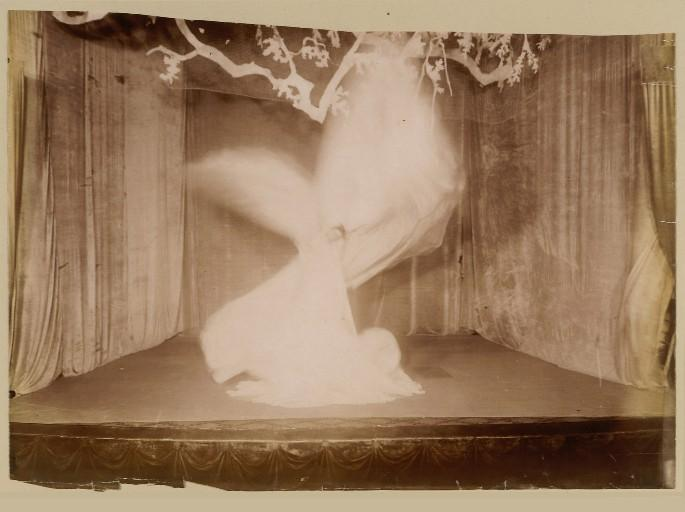
Serpentinentanz Loïe Fuller

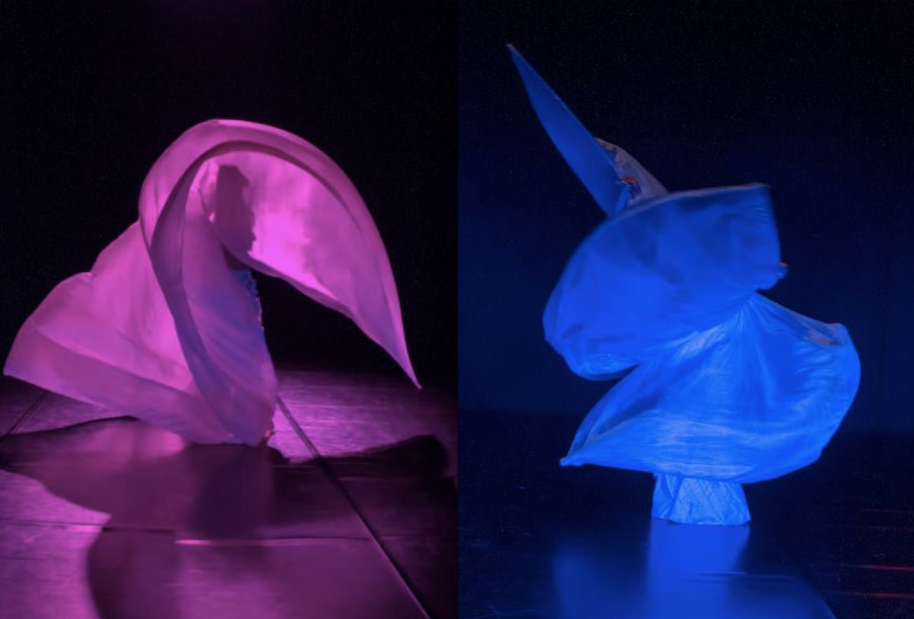
Serpentinentanz Claudina

Der Serpentinentanz entstand 1891 in Zusammenhang mit einer Theaterszene, in der Loïe Fuller eine junge Witwe spielen sollte, die hypnotisiert wird.
Loïe Fuller, die Erfinderin des Serpentinentanz und „Fee de l’Electricité“, experimentierte mit farbigen Lichteffekten und Fotografien, die sie während ihres Tanzes auf ihr Schleierkostüm projizieren ließ.
Die Begeisterung für den Serpentinentanz war um 1900 so groß, dass es viele Nachahmerinnen gab, die im Stil der Loïe Fuller Serpentinentänze in Burlesque- und Vaudeville-Theatern aufführten. Ende des 20. Jh. erwachte das Interesse an diesem Tanzstil erneut.
Zeitgenössische Performances, wie bspw. die Serpentinentänze der amerikanischen Choreografin Jody Sperling, sowie eine Vielzahl an Videoclips auf Youtube, in denen alte Filmaufnahmen von Serpentinentänzen künstlerisch neu arrangiert werden, bestätigen die Faszination, die dieser Tanz bis heute ausübt. Anfang des 21. Jh. wurden im Raqs Sharqi nach der ägyptischen Göttin Isis benannte „Isis-Wings“ ein beliebtes Tanzrequisit. Diese großen Schleierflügel aus dünnem plissierten Stoff hatten vermutlich das Serpentinentanz-Kostüm als Inspirationsquelle. Zur Eröffnungszeremonie vor dem Herren-Einzel-Finale des Tennis Grand Slam Turniers French Open in Roland Garros, Paris, am 11. Juni 2023 wurde der Serpentinentanz nach einer Choreographie von Loïe Fuller zum Boléro von Maurice Ravel aufgeführt.

## Das Kostüm
Das Kostüm des Serpentinentanz basiert auf der Tradition des „Skirt Dance“, einem Tanz, in dem die Tänzerin ihren langen, weiten Rock elegant zum Rhythmus der Musik bewegt.
Bei dem Serpentinenkostüm handelt es sich jedoch um einen überdimensionierten Rock, der aus einem Kreis mehrere Meter langer, konisch zulaufender Seidenstoffstreifen besteht und aufgrund seiner Größe nicht mehr auf der Hüfte, sondern auf den Schultern oder auf dem Kopf befestigt wird. Unsichtbar in das Kostüm eingenähte Aluminium-Stäbe, von der Tänzerin mit den Händen gehalten, dienen als Armverlängerungen, um die Stoffmassen in Bewegung halten zu können.
1894 ließ Loïe Fuller das Schnittmuster für ihr Serpentinenkostüm in den USA patentieren.